# Giovanni Battista Pellizzi
Giovanni Battista Pellizzi (Reggio Emilia, 25 maggio 1865 – Pisa, 5 novembre 1950) è stato uno psichiatra italiano.

## Biografia
Nato a Reggio Emilia, studiò medicina all'Università di Bologna, dove ebbe come docenti il medico Augusto Murri e lo scienziato Pietro Albertoni.
Conseguita la laurea, iniziò a praticare la professione presso l'ospedale psichiatrico di Reggio Emilia, a quel tempo diretto da Augusto Tamburini.
Si trasferì in seguito a Torino, città dove lavorò come medico ordinario presso il Regio Manicomio di Torino, e dove, nel 1895, iniziò a insegnare all'Università di Torino.
Nel 1898, assume l'incarico di direttore del laboratorio anatomo-patologico del Manicomio di Collegno, all'epoca sede distaccata del Regio Manicomio di Torino, presso l'ex Certosa Reale di Collegno. Nel suo periodo torinese e collegnese, Pellizzi collaborò con medici e studiosi quali lo psichiatra Vitige Tirelli e il criminologo Cesare Lombroso.
Nel 1900 inizia a insegnare presso l'Università di Sassari e nel 1904 assume l'incarico di direttore del Manicomio di Sassari.
Nel 1906, si trasferisce all'Università di Pisa, della quale fu anche rettore e preside della Facoltà di Medicina.
Nel 1935, andò in pensione, con la qualifica di professore emerito.
Sposò in prime nozze Giannina Ferrari, sorella dello psichiatra Giulio Cesare Ferrari, e in seconde nozze la nipote dello stesso Ferrari, Amelia Sarteschi, sorella di un altro psichiatra, Umberto Sarteschi.
Uno dei figli nati dal matrimonio con Giannina Ferrari fu il sociologo Camillo Pellizzi.
Bisnipote di Giovanni Battista Pellizzi è, nel lignaggio scaturito dal matrimonio con Amelia Sarteschi, il politico Pietro Ichino.

## Opera
Giovanni Battista Pellizzi descrisse per la prima volta la macrogenitosomia precoce, una forma di pubertà precoce, chiamata appunto Sindrome di Pellizzi.
Come studioso, si dedicò anche all'oteomatoma nei pazienti psichiatrici, all'eziologia della pellagra, alla siringomielia, all'infantilismo, all'anatomia e alla fisiologia dei plessi corioidei.